# Hukare

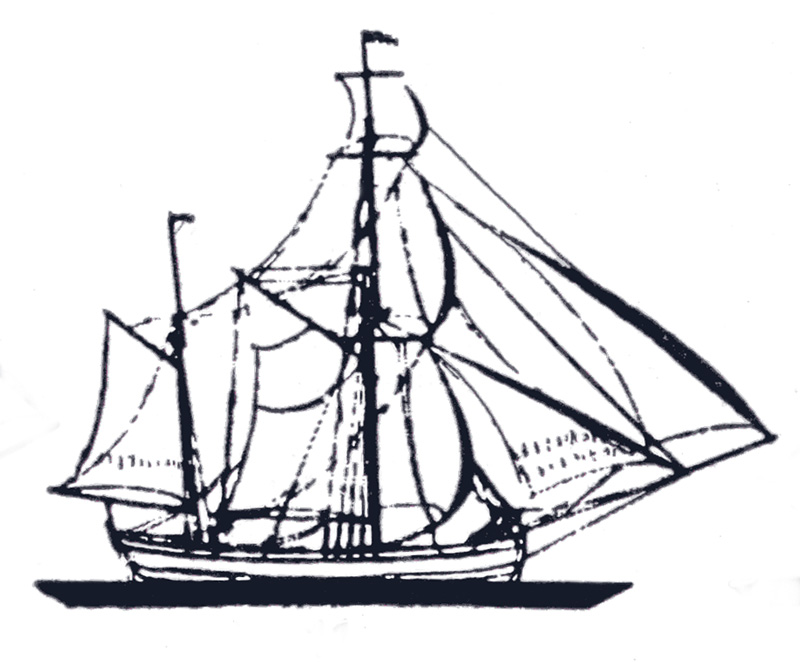
Hukarejakt, efter Fredrik Henrik af Chapman

Hukare, även kallad huckert, var ett fartyg av holländskt ursprung. Ursprungligen var hukaren ett fiskefartyg. Senare under 1700-talet användes fartygstypen även som handelsfartyg. Den korta mesanmasten och den råriggade stormasten nära midskepps är typiska, men den kunde även ha tre master. Hukaren ansågs vara en god båt för kryss.
I början av 1700-talet var hukaren en av de fartygstyper som användes av svenska kapare.

## Hukarerigg
Hukare är riggade med hög stormast med två råsegel och två stagsegel förut till klyvarbomen. En liten mesanmast med latinsegel eller gaffelsegel.